# Fårbosjön
Fårbosjön är en sjö i Oskarshamns kommun i Småland och ingår i Viråns huvudavrinningsområde. Sjön är 5,8 meter djup, har en yta på 0,424 kvadratkilometer och är belägen 25,1 meter över havet. Fårbosjön ligger i Viråns vattensystem Natura 2000-område. Sjön avvattnas av vattendraget Virån. Vid sjön finns en bra badplats med brygga och hopptorn, det finns ett omklädningsbås, grillplats och ett utedass.

## Delavrinningsområde
Fårbosjön ingår i det delavrinningsområde (635916-153969) som SMHI kallar för Ovan Virån. Medelhöjden är 32 meter över havet och ytan är 4,18 kvadratkilometer. Räknas de 23 avrinningsområdena uppströms in blir den ackumulerade arean 401,9 kvadratkilometer. Avrinningsområdets utflöde Virån mynnar i havet. Avrinningsområdet består mestadels av skog (71 procent) och jordbruk (12 procent). Avrinningsområdet har 0,41 kvadratkilometer vattenytor vilket ger det en sjöprocent på 9,8 procent. Bebyggelsen i området täcker en yta av 0,11 kvadratkilometer eller 3 procent av avrinningsområdet.